# Bijin

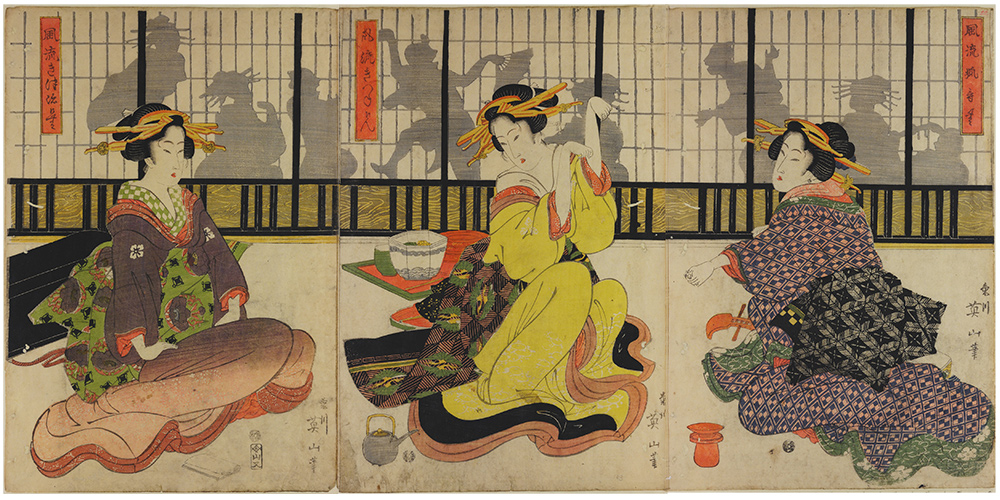
Bijin-ga de Kikukawa Eizan. Nota-se a clara intenção de destacar a beleza da figura humana neste tipo de trabalho

Bijin (美人) termo japonês que tem como significado literal "pessoa bonita". O termo, entretanto, adquiriu conotação em meio à arte nipônica, originando o bijinga. Embora essa atribuição seja aplicada em diferentes modalidades artísticas do país, ela ganhou especial atenção enquanto vertente no ukiyo-e, um gênero de xilogravura e pintura. Entre os maiores artistas dedicados ao bijin-ga, adotando consequentemente a temática bijin, estiveram Utamaro, Suzuki Harunobu e Torii Kiyonaga. Tal vertente foi bastante popular até o início do século XX.
Fora do âmbito da arte, a cidade de Akita, ao norte do país, é conhecida por suas "bijins de Akita", um estereótipo que caracteriza uma porção da população feminina dotada de rosto arredondado, pele clara e voz aguda. Acredita-se que Ono no Komachi, uma dos Trinta e seis Imortais da Poesia, possuía uma beleza típica de Akita.